# Erik Bruhn
Erik Belton Evers Bruhn (3. oktober 1928 i København – 1. april 1986 i Toronto) var en verdenskendt dansk balletdanser, koreograf og balletmester.

## Biografi
Erik Bruhn var søn af Ellen Evers og Ernst Bruhn. Moderen var indehaver af en frisørsalon, og faderen var ingeniør. I hjemmet var desuden fire storesøstre og mosteren, Minna, der fulgte Erik Bruhn til optagelsesprøve på Det Kongelige Teaters balletskole, idet hun motiverede ham med en belønning på 50 øre. Her blev han optaget som niårig, og fik senere sin uofficielle debut på denne scene i 1946, da han dansede rollen som Adonis i Harald Landers ballet Thorvaldsen. I 1947 aflagde han aspiranteksamen og blev optaget som korpsdanser i Den Kongelige Ballet. Bruhn søgte dog samme år orlov, hvor han rejste til England og dansede en tid ved Metropolitan Balletten. I foråret 1948 vendte han hjem, og i 1949 blev han udnævnt til solodanser. Her fik han sit egentlige gennembrud i Bournonvilleana (hyldest til August Bournonville). Forestillingen blev overværet af den legendariske danser Hans Beck, der spåede Bruhn en stor karriere. Senere i 1949 tog han igen orlov for at danse ved American Ballet Theatre i New York. I de næste ni år dansede han regelmæssigt i New York, men havde stadig Den Kongelige Ballet i Danmark som hjemmekompagni.
I 1961, da han var blevet internationalt berømt som et fænomen, trak han sig formelt tilbage fra Den Kongelige Ballet. I de følgende 10 år optrådte han som gæstesolist ved de fleste store balletkompagnier i Europa og Nordamerika. Det var bl.a. New York City Ballet, Joffrey Ballet i Chicago, National Ballet of Canada, Pariseroperæn og Royal Ballet i London.
Bruhn var bedst kendt for hovedpartierne i Sylfiden, Giselle, Frederick Ashtons Romeo og Julie og Svanesøen. John Cranko skabte Daphnis and Chlöe til ham i 1962 på Stuttgart Ballet. Denne rolle betragtede Bruhn selv som den bedste blandt de balletter der var lavet specielt til ham. Han var også berømt for sin udførelse af dramatiske roller som f.eks. Jean i Birgit Cullbergs Frøken Julie, Moren i José Limóns Morens Pavane og Don José i Roland Petits Carmen.
Bruhn dannede dansepartnerskab med et stort antal ballerinaer, blandt andet amerikanerne: Cynthia Gregory, Nora Kaye, Allegra Kent og Maria Tallchief; desuden russeren Natalia Makarova, danskeren Kirsten Simone og den britiske Nadia Nerina; det mest berømte partnerskab var med den italienske Carla Fracci.
Han var leder af Den Kongelige Svenske Ballet i årene 1967-73 og af National Ballet of Canada i årene 1983-86.
I 1963 blev Bruhn udnævnt til ridder af Dannebrog. Samme år modtog han Nijinskyprisen i Paris.
Erik Bruhn havde gennem mange år et meget nært venskab og forhold til den russiske danser Rudolf Nurejev.
Erik Bruhn døde som 57-årig i 1986 som følge af lungekræft.

## Fodnoter
1. ↑  Gruen, s. 33
2. ↑  Gruen, s. 126
3. ↑  Gruen, s. 131